# Kaarnajärv
Kaarnajärv (est. Kaarnajärv) – jezioro w Estonii, w prowincji Valgamaa, w gminie Otepää. Położone jest na wschód od miasta Otepää. Ma powierzchnię 24,8 ha, linię brzegową o długości 2755 m, długość 700 m i szerokość 630 m. Na jeziorze znajduje się wyspa o powierzchni 0,9 ha. Sąsiaduje z jeziorami Väike-Juusa, Pilkuse, Alevijärv, Lüüsjärv. Przez jezioro przepływa rzeka Kaarnaoja.